# Ramnogaster melanostoma
La lacha sardina o mandufia (Ramnogaster melanostoma) es una especie de pez eurihalina anfibiótica del género de peces clupeiformes Ramnogaster, de la familia Clupeidae. Habita en ambientes acuáticos de clima templado en el centro-este de Sudamérica.

## Taxonomía
Esta especie fue descrita originalmente en el año 1907 por el ictiólogo estadounidense, nacido en Alemania, Carl H. Eigenmann, bajo el nombre científico de Pomolobus melanostomus.
Localidad tipo
La localidad tipo es: “Buenos Aires”.
Etimología
Etimológicamente el nombre genérico Ramnogaster deriva de las palabras en griego en donde rhamnos significa ‘baya negra’ y gaster se traduce como  ‘estómago’.

## Distribución
Se distribuye en el centro-este de América del Sur, en el sur del Brasil, en el sur y sudeste del Uruguay, y en el centro-este de la Argentina, en aguas estuariales de cursos fluviales que desembocan en el océano Atlántico Sudoccidental, viviendo mayormente en ríos y lagunas conectadas al mar y en el Río de la Plata y su cuenca homónima, en las subcuencas de los ríos Paraná inferior y Uruguay inferior. y en los cursos fluviales que desembocan directamente en el Río de la Plata, especialmente en la cuenca del río Salado bonaerense.
Es un pez pelagial nerítico, que habita tanto en ambientes de agua dulce como en estuarios con agua salobre que marginan a litorales marinos.  

## Características
Recuerda una mojarrita (orden Characiformes) pero a diferencia de ellas no posee aleta adiposa. La mayor longitud que alcanza ronda los  10 cm de largo total.